# Paul Ehrlich
Paul Ehrlich (Strehlen, Silèsia, Prússia, Confederació Germànica 1854 (avui Strzelin, Polònia) - Bad Homburg vor der Höhe 1915) va ser un bacteriòleg i catedràtic alemany guardonat amb el Premi Nobel de Medicina o Fisiologia el 1908. Va ser pioner de l'hematologia, la immunologia i la quimioteràpia antimicrobiana i va encunyar el terme «bala màgica» (Zauberkugel) per referir-se a un fàrmac per a combatre un agent infecciós específic.

## Biografia
Va néixer el 14 de març de 1854 en una família jueva a la ciutat de Strehlen, situada aleshores a la Silèsia alemanya però que avui dia rep el nom de Strzelin i està situat al voivodat polonès de la Baixa Silèsia. Va estudiar medicina a la Universitat de Breslau (avui en dia anomenada Wrocław) i a la d'Estrasburg, on es va llicenciar en medicina. Friburg de Brisgòvia i Leipzig, on es doctorà el 1878 amb una tesi sobre la teoria i pràctica de la tinció histològica. El mateix any va començar a treballar a Berlín com a ajudant del Professor Frerichs per continuar la recerca iniciada amb la seva tesi.
El 14 d'agost de 1883 es va casar amb Hedwig Pinkus a la sinagoga de Neustadt (avui en dia anomenada Prudnik). Va començar a treballar d'ajudant a la clínica de la Universitat de Berlín, on fou nomenat professor auxiliar l'any 1889 i va esdevenir l'any següent catedràtic de medicina interna. Posteriorment va treballar a les universitats de Humboldt (1891) i Frankfurt (1899).
Va morir el 20 d'agost de 1915 a la seva residència d'Hamburg a conseqüència d'un accident vascular cerebral.

## Recerca científica

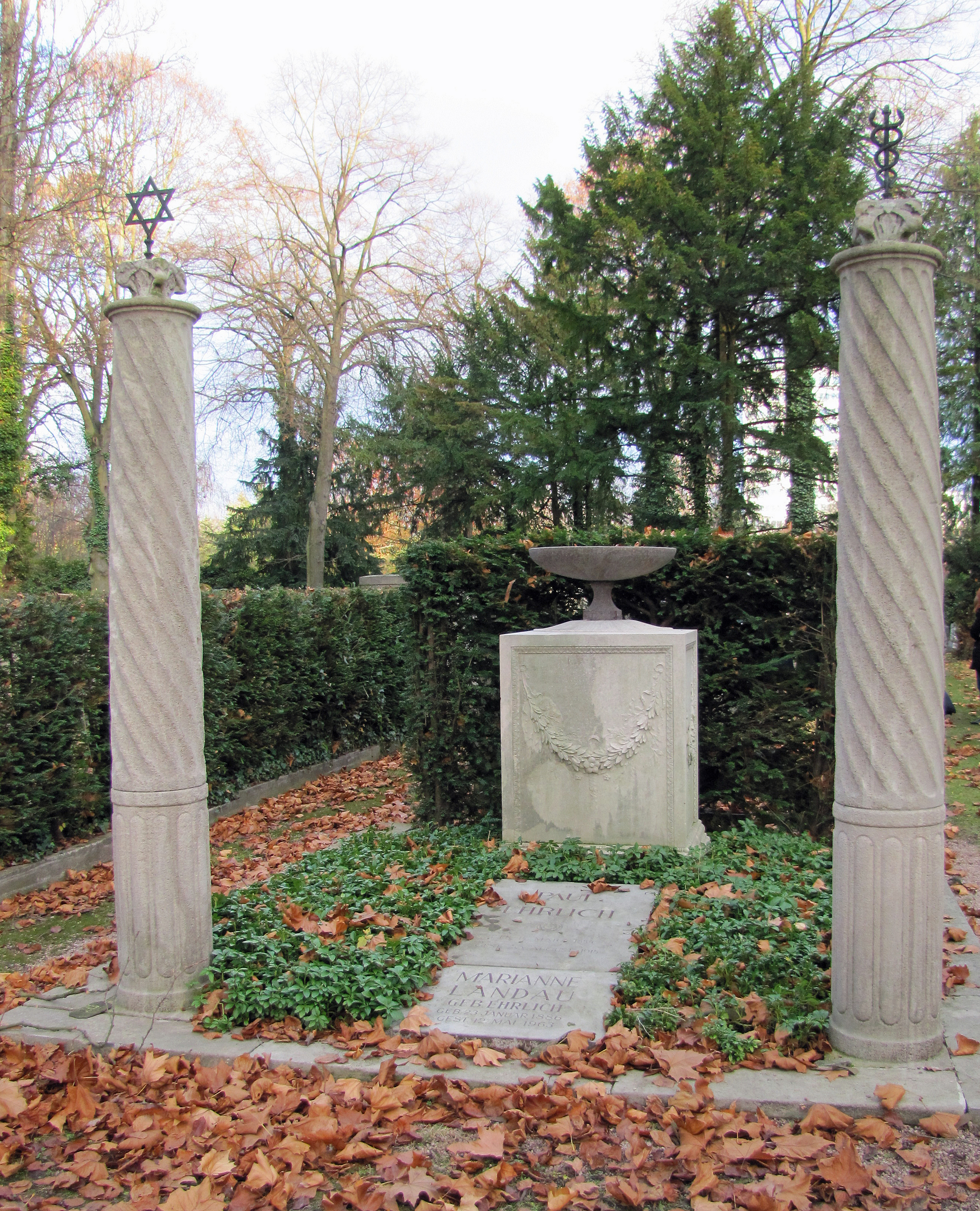
Tomba d'Ehrlich al cementiri jueu de Rat-Beil-Straße a Frankfurt del Main

Com a director de l'Hospital de la Caritat, a Berlín, va impulsar el camp de l'hematologia, i va desenvolupart mètodes per a la detecció i diferenciació de diverses malalties de la sang.
El 1896 va ser nomenat director del Real Institut Prussià d'Investigacions i Assajos de Sèrums, on va desenvolupar diversos mètodes de tinció dels teixits amb anilina per estudiar les reaccions microquímiques de les toxines. Una de les seves innovacions va consistir en l'ús de diferents tints (blau de metilè i indofenol) com a tints selectius per a diferents tipus de cèl·lules. Ehrlich fou el primer a investigar les vies del sistema nerviós, injectant blau de metilè en venes de conills vius, obtenint resultats experimentals extraordinaris al tractar amb un derivat azoic a animals que sofrien la malaltia del somni. El 1904 va guarir un ratolí infectat de tripanosomiasi, injectant-li en el flux sanguini el colorant conegut com a vermell de tripan.
La seva principal contribució a la medicina va ser la teoria de la immunitat de cadena lateral, que establia la base química per a l'especificitat de la resposta immunitària i que explica com els receptors de la part externa de les cèl·lules es combinen amb toxines per a produir cossos immunes capaços de combatre la malaltia. La seva teoria era que les cèl·lules tenen en la seva superfície molècules receptores específiques (cadenes laterals) que només s'uneixen a determinats grups químics de les molècules de toxina; si les cèl·lules sobreviuen a aquesta unió, es produeix un excedent de cadenes laterals, algunes de les quals són alliberades a la sang en forma d'antitoxines circulants, i que avui dia anomenem anticossos.
Ehrlich també va fer notables aportacions en el camp de la quimioteràpia. En el seu treball sobre immunitat va adonar-se que, en moltes malalties infeccioses i parasitàries, no es podia induir la immunitat adquirida i va començar a investigar per tal de trobar compostos que poguessin ser eficaços per tractar-les de manera específica, atacant únicament l'agent infecciós, com unes «bales màgiques» dirigides a un objectiu determinat. Amb el seu ajudant Sahachiro Hata van sintetitzar centenars de compostos d'arsènic que van assajar en ratolins infectats amb els espirils causant de la sífilis i el «compost 606» va resultar efectiu per combatre la malaltia i no era tòxic per als ratolins. Era l'arsfenamina, coneguda com a «salvarsan».

## Reconeixements
L'any 1908 va ser guardonat amb el Premi Nobel de Medicina o Fisiologia, que va compartir amb Ilià Mètxnikov, «pels seus estudis sobre el sistema immunitari».
En honor seu s'anomenà el cràter Ehrlich sobre la superfície de la Lluna així com l'asteroide (65708) Ehrlich descobert el 4 de setembre de 1992 pels astrònoms Freimut Börngen i Lutz D. Schmadel.